# Marie Claire Tchecola
Marie Claire Tchecola és una infermera i supervivent de l'ebola de Guinea. És una activista que educa sobre la malaltia i la lluita contra l'estigma en contra d'aquells que pateixen la malaltia. El 2015 se li va concedir el Premi internacional de la dona Coratge per part del Departament d'Estat dels Estats Units.

## Biografia
Tchecola va créixer en un petit poble de Guinea, prop de la frontera amb Senegal. Va ser la primera dona de la seva família que va rebre educació. Va obtenir el títol d'infermeria i va treballar en aquesta professió a l'hospital Donka de Conakry (Guinea).
Al juliol de 2014 va contagiar-se d'una pacient greument malalta arribada de Libèria. La pacient va morir i es va confirmar que la causa de la mort havia estat l'ebola. La manca de professionals de la salut i d'equip de protecció bàsica va crear una situació a l'Àfrica occidental en què la malaltia es propagava ràpidament. Tchecola i altres nou persones que es va descobrir que havien estat contagiades per la pacient infectada d'ebola es va confinar en un centre de tractament de la malaltia per prevenir-ne la propagació. D'aquelles nou persones, en van morir tres. Tchecola va estar-se dues setmanes en el centre i el 7 d'agost de 2014 en va sortir guarida. Va reconèixer per la seva pròpia experiència que la negació, el dubte i la desinformació pot impedir que la gent rebi el tractament adequat i prengui les precaucions adequades.
L'arrendador de la casa on vivia Tchecola la va fer fora, a causa de la por i la desinformació sobre la malaltia i es va haver d'allotjar, amb les seves dues filles, a casa d'una amiga. Després de recuperar-se de la malaltia, ella va tornar a treballar com a infermera d'urgències de l'hospital Donka, però els seus problemes encara no havien acabat. Altres persones que van sobreviure a la malaltia tenen històries similars: els amics els deixaven de visitar, els empresaris no permetien el retorn dels treballadors a la feina. Les comunitats creuen que l'ebola és una sentència de mort i que les víctimes finalment moren, per la qual cosa eviten els supervivents; els nens i adolescents són rebutjats pels membres de la família i la por impedeix que tinguin un altre lloc per estar-se. La situació amb la mainada és especialment preocupant. Més de 4.000 nens estan registrats com a orfes a Guinea. Atès que els supervivents semblen tenir immunitat a la malaltia, la UNICEF els va anar reclutant per ajudar la mainada. Els supervivents poden tocar els nens traumatitzats i consolar-los d'una manera que el personal dels equips de protecció no pot.
Tchecola s'ha dedicat a la sensibilització sobre l'ebola, a l'educació sobre la prevenció d'aquesta malaltia, i la lluita contra la discriminació dels supervivents. És membre de l'Associació de Supervivents de l'Ebola de Guinea, que proporciona una xarxa de suport a les persones que han sobreviscut a la malaltia.